# As Cinquenta e Três Estações da Tōkaidō

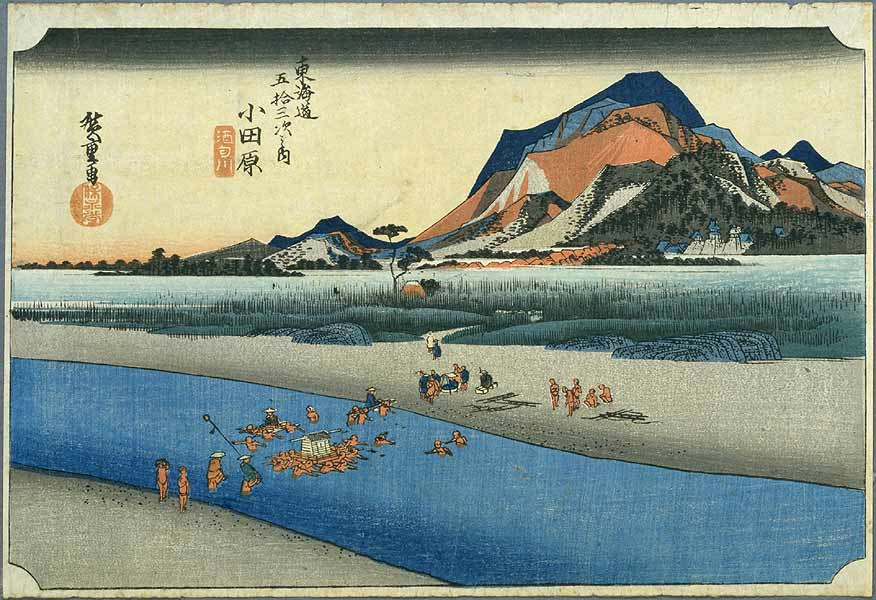
Odawara-juku na década de 1830, ilustrado por Hiroshige n' As Cinquenta e Três Estações da Tokaido

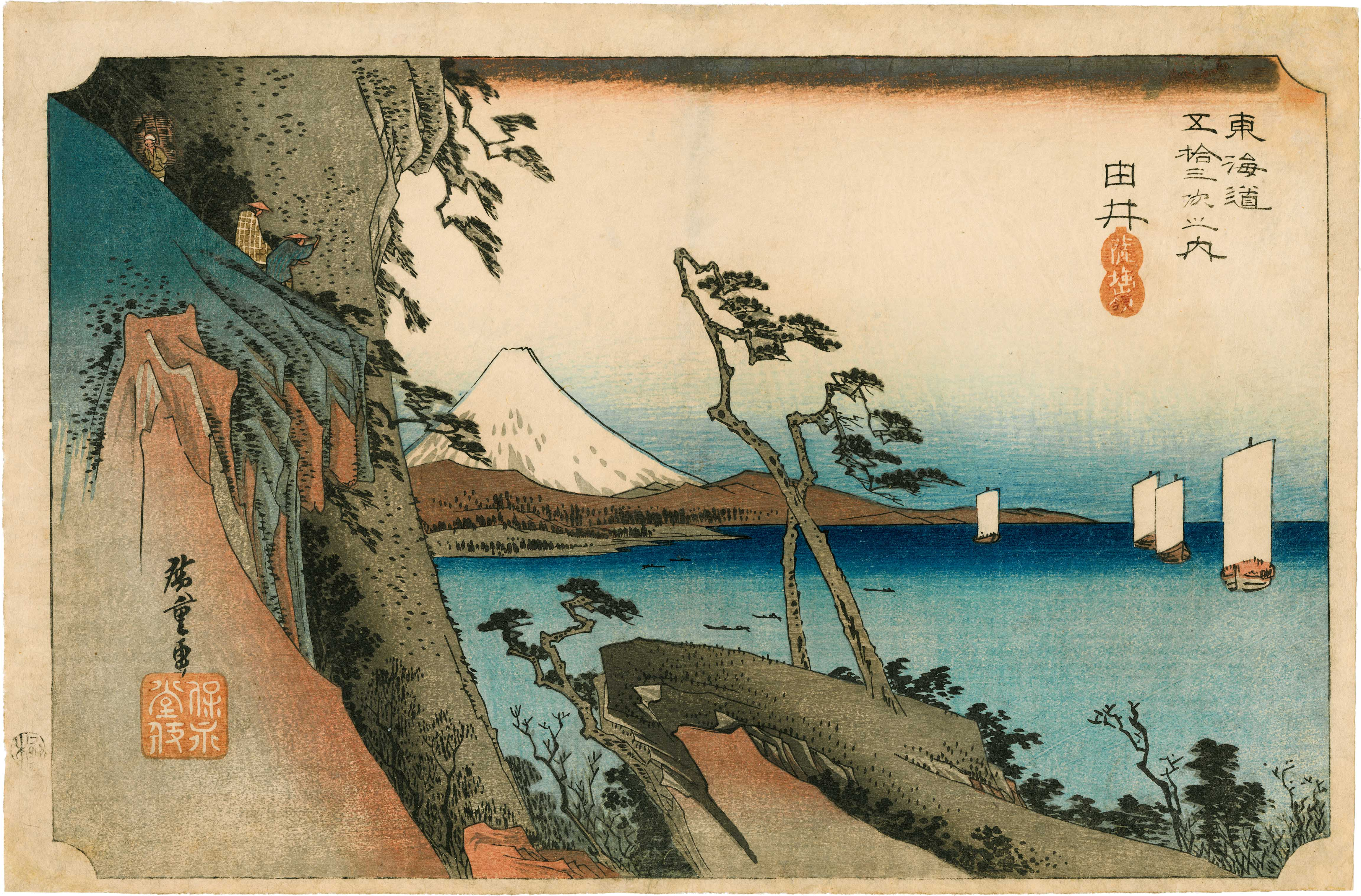
A província nas proximidades de Yui-shuku

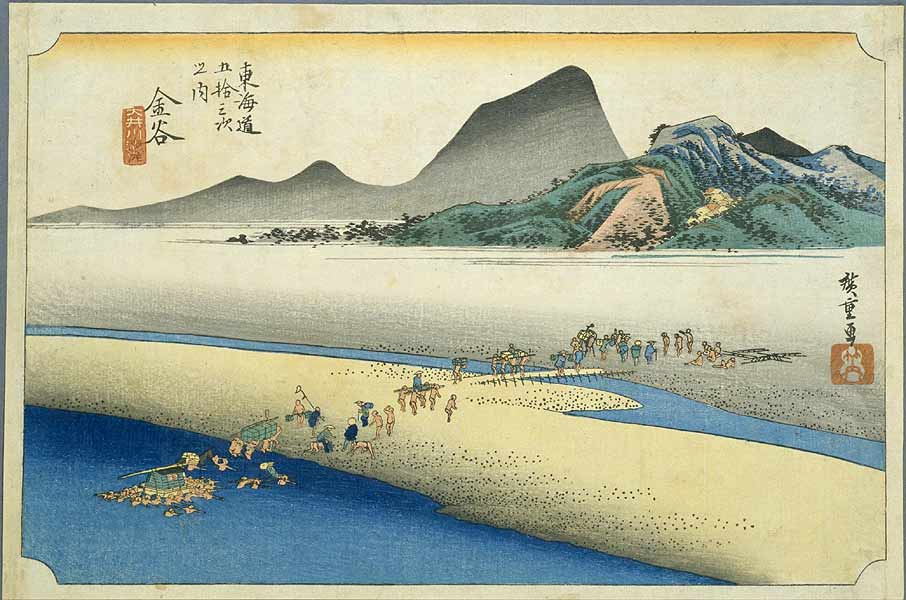
Kanaya-juku no Rio Oi

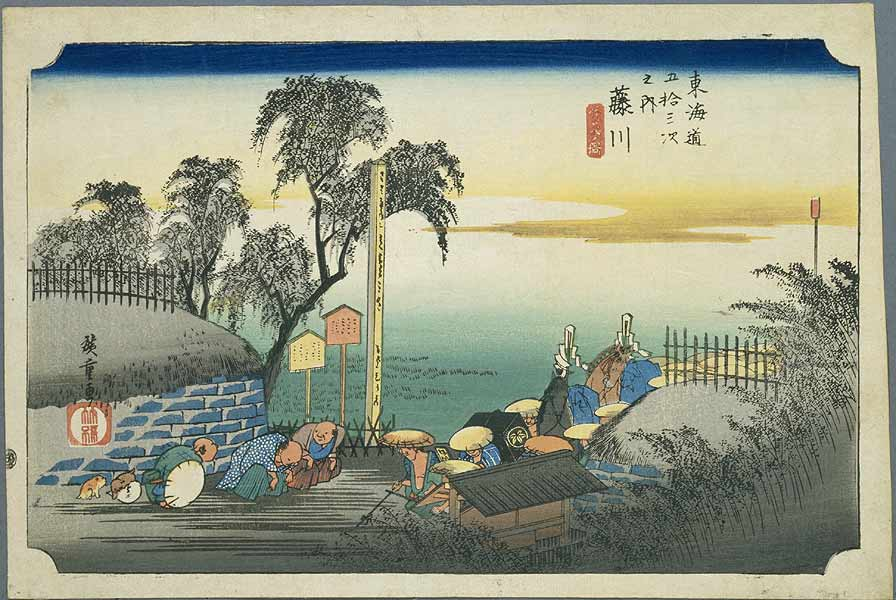
Fujikawa-shuku coberto de neve

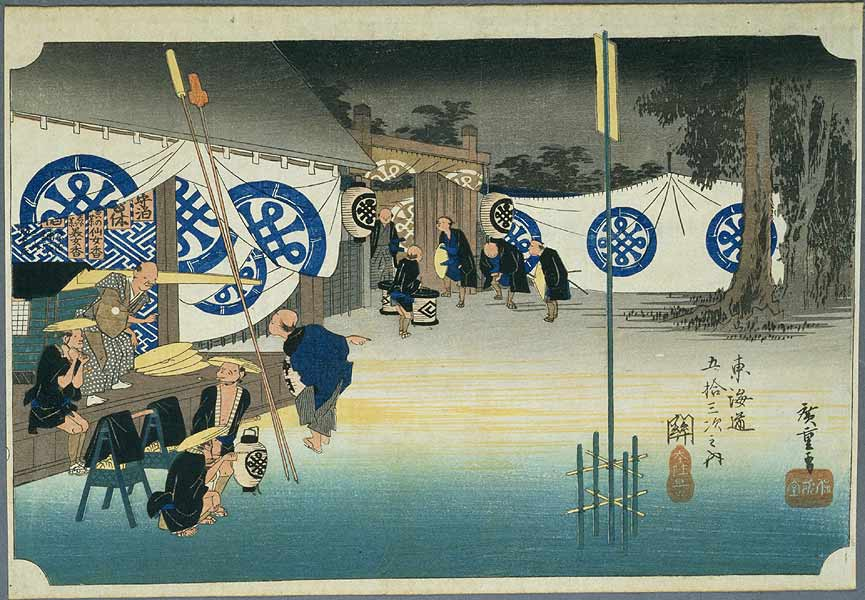
Seki-juku

As Cinquenta e Três Estações da Tōkaidō (em japonês Tōkaidō gojūsan-tsugi) é uma série de ukiyo-e criada por Hiroshige.
A Tōkaidō era uma das Cinco rotas de Edo construída na época de Ieyasu Tokugawa, uma série de estradas que ligava Edo (actual Tóquio) ao resto do Japão. A Tōkaidō ligava Edo à então capital Kyōto e ao longo desta estrada encontravam-se cinquenta e três estações de correio, onde se encontravam estábulos, alojamento e comida para os viajantes.

## Hiroshige e a Tōkaidō
Hiroshige percorreu a Tōkaidō em 1832, integrado numa delegação oficial que transportava cavalos para serem entregues à corte imperial, uma oferta anual do shogun em reconhecimento do estatuto divino do imperador.
As paisagens que observou ao longo da jornada impressionaram profundamente o artista, tendo criado numerosos esboços durante a viagem, bem como aquando do regresso. Após tornar a casa Hiroshige começou imediatamente a trabalhar nas primeiras telas d' As Cinquenta e Três Estações da Tōkaidō. Acabando por produzir um total de cinquenta e cinco telas para compor a série: uma para cada estação, mais uma para o local de início e outra para o término.
A primeira obra da série foi publicada conjuntamente pelas casas Hoeido e Senkakudo, com a primeira a tratar de todas as seguintes edições sozinha. Este estilo de blocos de madeira eram comummente vendidos por doze a dezasseis moedas de cobre cada, aproximadamente o mesmo preço que uma tigela de sopa ou umas sandálias de palha. O sucesso d' As Cinquenta e Três Estações da Tōkaidō afirmou Hiroshige como o mais proeminente e bem-sucedido criador de ukiyo-e da era Tokugawa
Hiroshige prosseguiu esta série com As Sessenta e Nove Estações da Kiso Kaido em colaboração com Eisen Keisai, documentando cada uma das estações de correio da Nakasendo (que também se denominava de Kiso Kaido).

## Impacte histórico
Durante a sua estadia em Paris, Vincent Van Gogh foi um coleccionador ávido de ukiyo-e, juntando com o seu irmão uma colecção de várias centenas de gravuras compradas na galeria de S. Bing, onde se incluiam trabalhos de As Cinquenta e Três Estações da Tokaido. Van Gogh incorporou elementos estilísticos da sua colecção nos seus próprios trabalhos, tais como cores brilhantes, detalhes naturais e perspectivas não-convencionais. Chegando a afirmar na sua correspondência pessoal "...todo o meu trabalho é baseado em arte japonesa...", tendo descrito os impressionistas como "os japoneses de França".
O arquitecto Frank Lloyd Wright foi também um colecionador entusiasta dos trabalhos de Hiroshige, incluindo alguns de As Cinquenta e Três Estações da Tōkaidō. Em 1906, organizou a primeira retrospectiva de sempre do trabalho de Hiroshige no Art Institute of Chicago, descrevendo-os no catálogo da exposição como algumas "das mais valiosas contribuições alguma vez feitas para a arte mundial". Dois anos depois voltou a ceder elementos da sua colecção pessoal para uma outra exibição no Art Institute. Wright também projectou o espaço da galeria destinado à exposição, que foi na altura a maior de sempre do seu tipo.